# Charaxes cerynthus
Charaxes cerynthus är en fjärilsart som beskrevs av Hans Fruhstorfer 1914. Charaxes cerynthus ingår i släktet Charaxes och familjen praktfjärilar. Inga underarter finns listade i Catalogue of Life.